# 結城ショッピングセンター
株式会社結城ショッピングセンター（ゆうきショッピングセンター）は茨城県、栃木県でスーパーマーケットを運営する結城市の企業。CGCグループに加盟している。本社所在地は茨城県結城市大字結城550。

## 歴史・概要
1921年（大正10年）に萩原富男が「魚富」として鮮魚商を行ったのが始まりで、1953年（昭和28年）8月に「有限会社魚富商店」を設立して法人化した。
1963年（昭和38年）9月に主婦の店スーパーマーケット全国チェーンに加盟し、同月10日に茨城県結城市大字結城550に「主婦の店うおとみ」を開店した。
1969年（昭和44年）10月に新店舗を開設して雑貨部門を拡大し、1972年（昭和47年）11月21日にキンカ堂小山店に食品スーパーとして小山店を開店した。
1973年（昭和48年）7月に「株式会社結城ショッピングセンター」を設立し、同年9月14日に茨城県結城市大字結城550に「結城ショッピングセンター」を開店した。
1977年（昭和52年）6月に薬品部門を開設し、1979年（昭和54年）4月に家電部門を開設した。
1980年（昭和55年）11月には鮮魚・塩干処理センターを開設すると共に、同月9日にトミーマート1号店を開店した。
そして、1981年（昭和56年）9月にスポーツ用品専門店「Big5」を開店するなど販売分野の拡大を進めた。

## 年表
- 1921年（大正10年） - 萩原富男が「魚富」として鮮魚商を創業[2]。
- 1953年（昭和28年）8月 - 「有限会社魚富商店」を設立[2]。
- 1963年（昭和38年）
  - 9月 - 主婦の店スーパーマーケット全国チェーンに加盟[2]。
  - 9月10日 - 茨城県結城市大字結城550に「主婦の店うおとみ」を開店[3]。
- 1969年（昭和44年）10月 - 新店舗を開設して、雑貨部門を拡大[2]。
- 1972年（昭和47年）11月21日[4] - キンカ堂小山店に食品スーパーとして[5]小山店を開店[2]。
- 1973年（昭和48年）
  - 7月 - 「株式会社結城ショッピングセンター」を設立[1]。
  - 9月14日 - 茨城県結城市大字結城550に「結城ショッピングセンター」を開店[6]。
- 1977年（昭和52年）6月 - 薬品部門を開設[2]。
- 1979年（昭和54年）4月 - 家電部門を開設[2]。
- 1980年（昭和55年）
  - 11月 - 鮮魚・塩干処理センターを開設[2]。
  - 11月 - トミーマート1号店を開店[2]。
- 1981年（昭和56年）9月 - スポーツ用品専門店「Big5」を開店[2]。

## 店舗

### 茨城県
- （3代目）うおとみ結城店（茨城県結城市大字結城550[3][6]、1963年（昭和38年）9月10日開店[3]）

敷地面積約7,473m2、鉄筋コンクリート造地上3階建て塔屋1階、延べ床面積約5,269m2、店舗面積約4,074m2（当社店舗面積約1,410m2）、駐車台数約300台。
- うおとみ三和店

### 栃木県
- 小山駅東店 → スーパーフレッシュ小山店（1981年（昭和56年）開店[5]）

## 過去に存在した店舗
- （初代）うおとみ結城店（茨城県結城市大字結城550[3][6]、1963年（昭和38年）9月10日開店[3]）

店舗面積約1,122m2。
生鮮を主体とする食品スーパーだった。
- （2代目）うおとみ結城店（茨城県結城市大字結城550[3][6]、1969年（昭和44年）開店）
- トミーマート結城店（茨城県結城市公達9895-1[8]、1980年（昭和55年）11月9日開店[7]）

- Big5（1981年（昭和56年）9月開店[2]）

スポーツ用品専門店
- スーパーフレッシュ古河松並店[要出典]
- スーパーフレッシュ古河鴻巣店[要出典]

- 小山店[2]（栃木県小山市本郷町3-5-60[4]、1972年（昭和47年）11月21日開店[4]）

敷地面積約14,355m2、鉄筋コンクリート造地下1階地上4階一部5階建て塔屋1階、延べ床面積約18,012m2、SC店舗面積約10,107m2、駐車台数約1,000台。
- 小山駅ビル店[2]（栃木県小山市城山町3-3-22[9]、1978年（昭和53年）7月16日[9]）

敷地面積約20,163m2、鉄筋コンクリート造地上3階建て、延べ床面積約26,133m2、SC店舗面積約11,753m2、駐車台数約150台。
- スーパーフレッシュ小山駅南店[要出典]
- トミーマート小山南店[要出典]
- スーパーフレッシュ栗橋店[要出典]
- スーパーフレッシュ神鳥谷店[要出典]
- うおとみ小金井店[要出典]